# بنك الاستثمار القومي
بنك الاستثمار القومى هو بنك حكومي مصري، صدر قرار بتأسيسه بقرار جمهوري من محمد أنور السادات سنة 1980. وحسب القرار فإن الهدف من إنشاء البنك هو: «تمويل كافة المشروعات المدرجة بالخطة العامة للتنمية الاقتصادية والاجتماعية للدولة، وذلك عن طريق الإسهام في رؤوس أموال تلك المشروعات أو عن طريق مدها بالقروض أو غير ذلك من الوسائل، ومتابعة تنفيذ تلك المشروعات.».
البنك أحد الأذرع الاقتصادية للحكومة المصرية، حيث يساهم في إنشاء محطات توليد كهربائية وشبكات لنقل وتوزيع الكهرباء، ومحطات وشبكات المياه والصرف الصحى، وشبكات الطرق والكبارى والسكك الحديدية والموانئ والزراعة والرى والخدمات والإسكان والمدن الجديدة والمشروعات التعدينية. كما يساهم في مجالات الأسمدة والبترول والبنوك والخدمات المالية والصناعات الغذائية والتنمية العمرانية والصناعات المعدنية ومواد البناء والسياحة، إلى جانب عدد من المؤسسات العربية.

### شركة ان أي كابيتال القابضة[3]
- شركة أيادي للاستثمار والتنمية [4][5]
- شركة تمويلي للمشروعات متناهية الصغر[6]
- شركة مدينة دمياط للأثاث
- شركة إنماء للتأجير التمويلي
- شركة مصر لرأس المال المخاطر

## وصلات خارجية
- الموقع الرسمي للبنك.